# Henry Dundas, 1. Viscount Melville

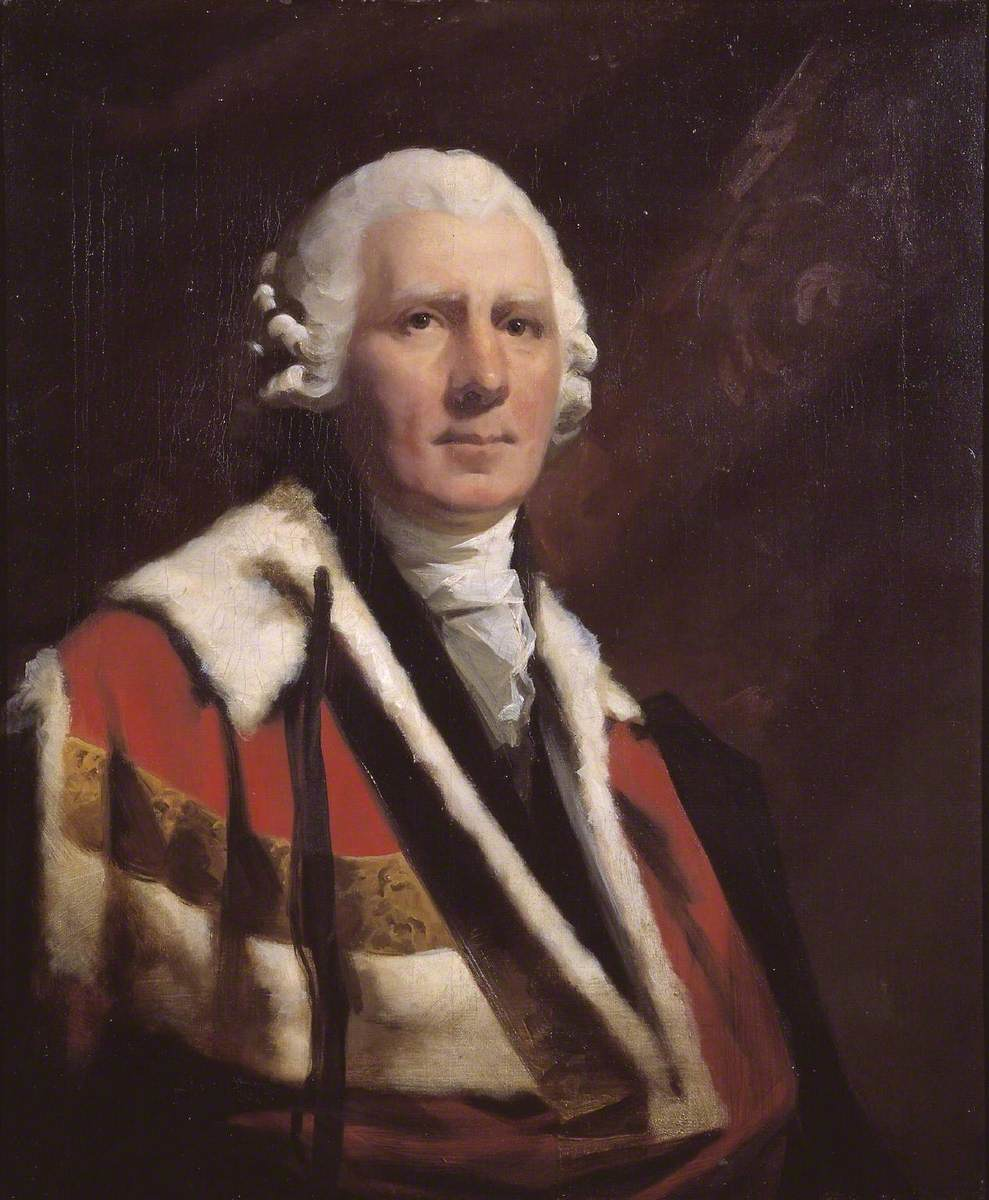
Henry Dundas, 1. Viscount Melville

Henry Dundas, 1. Viscount Melville (* 28. April 1742 in Dalkeith (Midlothian); † 28. Mai 1811 in Edinburgh) war ein schottischer Staatsmann und Anwalt.
Henry Dundas war ein britischer Jurist und Politiker schottischer Herkunft mit langjährigem überragenden Einfluss auf die britische, speziell die schottische Geschichte, so dass er bisweilen als der „ungekrönte König“ von Schottland oder „Heinrich IX.“ bezeichnet wurde.

## Leben
Dundas war vierter Sohn aus zweiter Ehe des Richters am Court of Session Robert Dundas, Lord Aniston (1685–1753), und genoss eine gute Erziehung und Ausbildung an der königlichen High School und der Universität Edinburgh.
Nachdem er zunächst sehr einflussreich als Anwalt und Kronanwalt in Edinburgh tätig war, strebte er nach einer politischen Laufbahn. 1774 wurde er für Midlothian, später für Edinburgh in das Unterhaus gewählt. Er kam auch hier bald zu Einfluss und bekleidete Ämter, so war er ab 1775 „Lord Advocate“ von Schottland (das höchste juristische Amt in Schottland), ab 1782 Schatzmeister der Royal Navy, was ihn später in große Schwierigkeiten bringen sollte.
Er erwarb sich die persönliche Freundschaft von William Pitt dem Jüngeren, der ihn 1791 als Innenminister in sein Kabinett nahm. 1794 bis zum Rücktritt Pitts 1801 war er „War Secretary“, also Kriegsminister, ein Posten, der mit ihm zum ersten Mal besetzt wurde. 1802 erhielt er für seine Verdienste die Peerswürde und wurde zum Viscount Melville und Baron Dunira ernannt.
Ab 1804 führte er in der zweiten Regierung Pitt als Erster Lord der Admiralität eine Reihe von Reformen durch. In seine Dienstzeit fällt der für das Fortbestehen der britischen Seeüberlegenheit entscheidende Sieg gegen das napoleonische Frankreich in der Seeschlacht von Trafalgar am 21. Oktober 1805.
Nachdem er nach seiner Amtszeit als Schatzmeister der Navy in den Verdacht geraten war, öffentliche Gelder verschwendet zu haben, wurde 1802 eine Untersuchungskommission eingesetzt, die ihren Bericht 1805 vorlegte. Seine politischen Gegner, allen voran Samuel Whitbread, strengten daraufhin 1806 im House of Lords ein Impeachment-Verfahren gegen ihn an. Obwohl das Verfahren mit seiner Rehabilitierung endete, bekleidete er danach kein öffentliches Amt mehr. Hierzu beigetragen hat sicher auch William Pitts Tod 1806.
1783 wurde er zum Fellow der Royal Society of Edinburgh gewählt.
1809 lehnte er eine Erhebung zum Earl ab und starb am 28. Mai 1811 bei einem Besuch in Edinburgh.
Henry Dundas war zweimal verheiratet, aus seiner ersten Ehe hatte er drei Töchter und einen Sohn. Sein Sohn Robert Dundas, später der 2. Viscount Melville, der lange Zeit als Sekretär für ihn gearbeitet hatte, trat in seine Fußstapfen und wurde selbst für eine lange Zeit Erster Lord der Admiralität.
Dundas Island an der kanadischen Pazifikküste und Lake Melville in Labrador sind nach ihm benannt.